# Salomonskroonduif
De salomonskroonduif (Microgoura meeki) is een uitgestorven duif die alleen bekend was op Choiseul, een van de Salomonseilanden in de Grote Oceaan. De soort werd voor het eerst beschreven door Walter Rothschild in 1904 en vernoemd naar Albert Stewart Meek. De bewoners van Choiseul noemden de soort kukuru-ni-lua, wat 'grondduif' betekent. De soort werd afgebeeld op een schilderij van John Gerrard Keulemans dat nu in het American Museum of Natural History in New York hangt.